# ویرس خوزه دی سوزا
ویرس خوزه دی سوزا (به پرتغالی: Wíres José de Souza) هافبک اهل برزیل است که در شهر Vitória de Santo Antão و در تاریخ ۳۰ دسامبر ۱۹۸۲ به دنیا آمده‌است.
ویرس خوزه دی سوزا در تیم‌های فوتبال Vera Cruz سابقهٔ حضور دارد.